# Latido urbano
«Latido urbano» es el sencillo de presentación del álbum Tony Aguilar y Amigos. Fue grabado en octubre de 2003 en los estudios Orixe de Madrid, pero no fue lanzado a la venta hasta mediados del mes de noviembre.
Elaborado por el locutor Tony Aguilar de la emisora de radio Los 40 principales y producido por Carlos Quintero y Mar de Pablos, en la canción participan numerosos cantantes del panorama musical español de la época. Los beneficios generados por Latido urbano a través de sus ventas y difusión en los medios de comunicación estaban destinadas a la Asociación Española contra el Cáncer, más concretamente, a los hospitales infantiles de oncología.
Los cantantes y grupos que participan en la canción, además de Tony Aguilar, son: El Canto del Loco, Carlos Baute, Belén Arjona, Nika, Junior, Sam y Jorge, Tiziano Ferro, Piercing, David Civera, Efecto Mariposa, Tony Santos, Natalia, Chenoa, Pablo Puyol, Los Caños, Andy & Lucas, Outlandish, Austin, Miguel Ángel Muñoz y Bellepop.